# Брор Бреннер
Брор Бреннер (фін. Bror Brenner, 17 липня 1855 — 17 квітня 1923) — фінський яхтсмен.
Срібний призер Олімпійських Ігор 1912 року в класі 10 метрів.